# 上海新铁链筛网制造有限公司
上海新铁链筛网制造有限公司，简称新铁链公司，是上海市一家混合所有制纺织企业，由原上海筛网厂改制而来。

## 初建
上海筛网厂前身为1949年9月李志和、陈汉德、李旭旦三人合伙成立的一声绸厂，厂址设在许昌路同乐坊41号，最初仅有4台织机、8名员工，生产XX9型面粉筛网，成为中国第一代国产面粉筛网，但因工艺粗糙销路不畅。1950年12月张东青、李志和、陈汉德三人再投入人民币旧币1.5亿元，购买摇纡车、牵经车各1台，改进工艺重新试产，新品改名CB39型，获得客户好评。1951年1月厂名改为「礼安筛绢罗底制造厂」，改用铁链牌商标。3月该厂以CB39型参加东德莱比锡举办的工业展览会获奖，轻工业部又提出“优先使用国产筛绢”，该厂产品供不应求。9月21日工厂迁至裕德路98弄77号。1952年，又拓展出XX6-12、GGl8-72等不同规格型号的筛网，同时因朝鲜战争需要该厂还生产过军用规格的产品。:筛网厂,特种品丝绸

## 国营时期
1954年4月，工厂实行公私合营，9月又将数家其他工厂并入，更名「礼安丝织厂」，厂址迁至西康路1501弄1号，产品由上海五金采购供应站销售。1956年试制树脂涂层工艺蚕丝筛网，因成本过高未能投产；1959年试制铜丝筛网取得成功，应用于交通运输和国防工业。1960年，该厂两个乔其绒车间亦改造为筛网车间。1961年试制锦纶筛网，但未能克服静电问题而质量不佳。1968年10月更名为「上海筛网厂」，迁至长寿路23号原丽新织造厂地块。1970年原上海绢纺织厂军品设备迁入。1974年，将锦纶筛网改为锦纶与蚕丝混合筛网，减少静电产生，筛滤效果得到改善。:筛网厂:产品选介
改革开放后，上海筛网厂将原有旧式设备淘汰，购置新式织机174台，多数为K72型，1979年产值2435万元，创建厂以来最高纪录，1980年又购进西德制热风定型机1台。然而进入1980年代后乡办企业兴起，筛网厂销售能力不及乡办企业，销量有所下滑。1983年入选“七五”科技攻关项目高目筛网，又自瑞士引进10台片梭织机、1台整经机，1984年8月制成JM9、JM12两种规格高目锦纶筛网，1986年10月获国家专利。:筛网厂:企业选介

## 改制及之后
1995年，因长寿路桥拓宽需要，筛网厂原长寿路厂址启动搬迁计划，厂长杨骏炜决定同步将工厂改组，引入200万元民营资本、100万元职工持股，铜筛网车间还成立中日合资公司；购入上棉一厂、二十八厂部分设备，完成设备更新换代。1997年8月，工厂正式搬迁至嘉定区江桥镇华江路157号现址。2002年12月，注册成立「上海新铁链筛网制造有限公司」作为新的经营实体，持股比例为上海丝绸集团1240万（国营40%）、上海金发实业有限公司1240万（民营40%）、企业职工620万（20%）:企业选介。改组后该厂研发出K59225、K59321特种降落伞绸，应用于神舟五号、六号、七号返回舱，现为上海市高新技术企业:其他企业。

## 其他相关
上海筛网厂原长寿路23号厂址地块在工厂迁走后改作他用，2017年因北横通道工程动迁征收，新铁链公司获得2.2亿元补偿款:东方国际集团。原址设置的盾构接收井以该厂命名为“筛网厂工作井”。